# Amoniovoltaïta
L'amoniovoltaïta és un mineral de la classe dels sulfats, que pertany al grup de la voltaïta.

## Característiques
L'amoniovoltaïta és un sulfat de fórmula química (NH₄)₂Fe2+
5Fe3+
3Al(SO₄)₁₂(H₂O)18. Va ser aprovada com a espècie vàlida per l'Associació Mineralògica Internacional l'any 2017, i es troba pendent de publicació. Cristal·litza en el sistema isomètric.
L'exemplar que va servir per a determinar l'espècie, el que es coneix com a material tipus, es troba conservat a les col·leccions del Museu mineralògic Fersman de l'Acadèmia Russa de les Ciències, a Moscou (Rússia), amb el número de catàleg: 5030/1.

## Formació i jaciments
Va ser descoberta al camp geotermal Severo-Kambalny, a la serralada volcànica de Kambalny, a l'óblast de Kamtxatka, Rússia. Es tracta de l'únic indret en tot el planeta on ha estat descrita aquesta espècie mineral.